# Estación Rivadavia (Chile)
Rivadavia fue una estación de ferrocarril que se hallaba en la localidad homónima, dentro de la comuna de Vicuña, en la Región de Coquimbo de Chile. Fue parte del ramal La Serena-Rivadavia, y actualmente se encuentra inactiva dado que la línea fue levantada.

## Historia
La estación fue construida como parte del tercer tramo del ferrocarril que unía La Serena con Rivadavia y que fue inaugurado el 12 de abril de 1886, convirtiéndose en la estación terminal del trazado. Enrique Espinoza consigna la estación en 1897, al igual que José Olayo López en 1910 y Santiago Marín Vicuña en 1910, quienes también la incluyen en sus listados de estaciones ferroviarias. La estación se encontraba a una altitud de 818 m s. n. m.
Luego de la destrucción provocada por el terremoto de Vallenar de 1922, en 1923 fueron reconstruidas las murallas del cierro.
Con el cierre de todos los servicios de la Red Norte de la Empresa de los Ferrocarriles del Estado en junio de 1975, que implicó también el cierre del ramal, la estación Rivadavia fue suprimida mediante decreto del 6 de noviembre de 1978 y posteriormente vendida. El edificio de la estación y algunas bodegas se mantienen en pie, y algunas de sus estructuras se encuentran habitadas.